# 't Sjoenste Leedsje
 't Sjoenste Leedsje (Maastrichts voor: het mooiste liedje) is een documentaire over de geschiedenis van de Maastrichtse carnavalsliedjes, een muziekvorm die onlosmakelijk verbonden is met het Maastrichts carnaval. De film bestaat enerzijds uit interviews met muzikanten uit verleden en heden en anderzijds uit straatopnamen van willekeurige carnavalsvierders aan wie gevraagd wordt hun favoriete carnavalsliedje te zingen.
Rode draad in de film is de wrijving tussen de traditionele muziek en de vernieuwing die in de muziekstijlen en uitvoeringsvormen plaats heeft.
De maakster van de documentaire, Paula Rennings, getogen in Maastricht, gaat samen met Bart Vonk op zoek naar het mooiste carnavalsliedje.
In de documentaire zijn diverse artiesten, zoals Segura, Zoeper, John Hoenen en Lenie Menten te zien met hun muziek.